# Fretin
Fretin är en kommun i departementet Nord i regionen Hauts-de-France i norra Frankrike. Kommunen ligger i kantonen Pont-à-Marcq som tillhör arrondissementet Lille. År 2022 hade Fretin 3 221 invånare.

## Befolkningsutveckling
Antalet invånare i kommunen Fretin
| Referens: INSEE |